# Palazzo Pallavicini Rospigliosi
Palazzo Pallavicini Rospigliosi é um palácio localizado na Via Ventiquattro Maggio, no rione Monti de Roma, construído pela família Borghese na colina do Quirinal.

## História

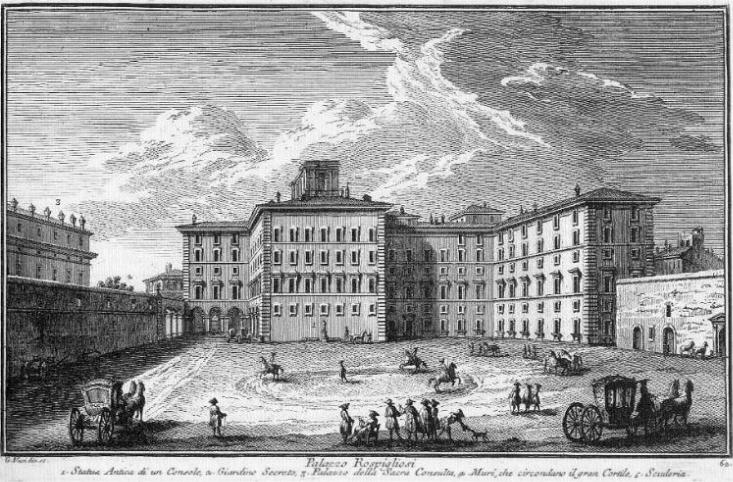
O Palazzo Pallavicini Rospigliosi, no século XVIII, representado por Giuseppe Vasi.

A sua superfície do Palazzo Pallavicini Rospigliosi ocupa o sítio onde se erguiam as ruínas das Termas de Constantino, cujos restos ainda fazem parte das fundações do Casino dell'Aurora. O palácio foi construído pelo famoso coleccionador Scipione Borghese, o sobrinho do Papa Paulo V, como uma grande residência perto da residência papal do Palazzo del Quirinale. O palácio e jardim dos Pallavicini-Rospigliosi foram o produto dos lugares acumulados e foram desenhados por Giovanni Vasanzio e Carlo Maderno entre 1611 e 1616. Scipione possuiu este sítio por menos duma década, de 1610 a 1616, e encomendou a construção e decoração do casino e pergolata, enfrentando o jardim de Montecavallo.
Mais tarde, o palácio foi vendido a Giovanni Angelo Altemps pela soma de 115.000 scudi, com o afresco Aurora de Reni avaliado em 200 scudi. Posteriormente passou para os Bentivoglio, a que se seguiram, sucessivamente, os Lante, o Cardeal Mazarino e, através deste, os seus herdeiros, os Mancini. Foi enquanto pertencia a estes que o palácio alcançou a sua actual forma, tendo servido, durante este período, de embaixada francesa antes da sua transferência para o mais espaçoso Palazzo Farnese.
Em 1704, o palácio foi transformado em habitação da família Rospigliosi-Pallavicini, que enriqueceu a sua decoração e completou a sua actual galeria de arte. Esta família ainda possui metade do edifício, enquanto a outra metade foi por muitos anos a sede da Federconsorzi (Fedreação Italiana dos Consórcios Agrários) e actualmente é a sede da Coldiretti (associação de representação e assistência da agricutura italiana). O palácio ainda é habitado pela família e o casino é arrendado para reuniões.

## Casino dell'Aurora

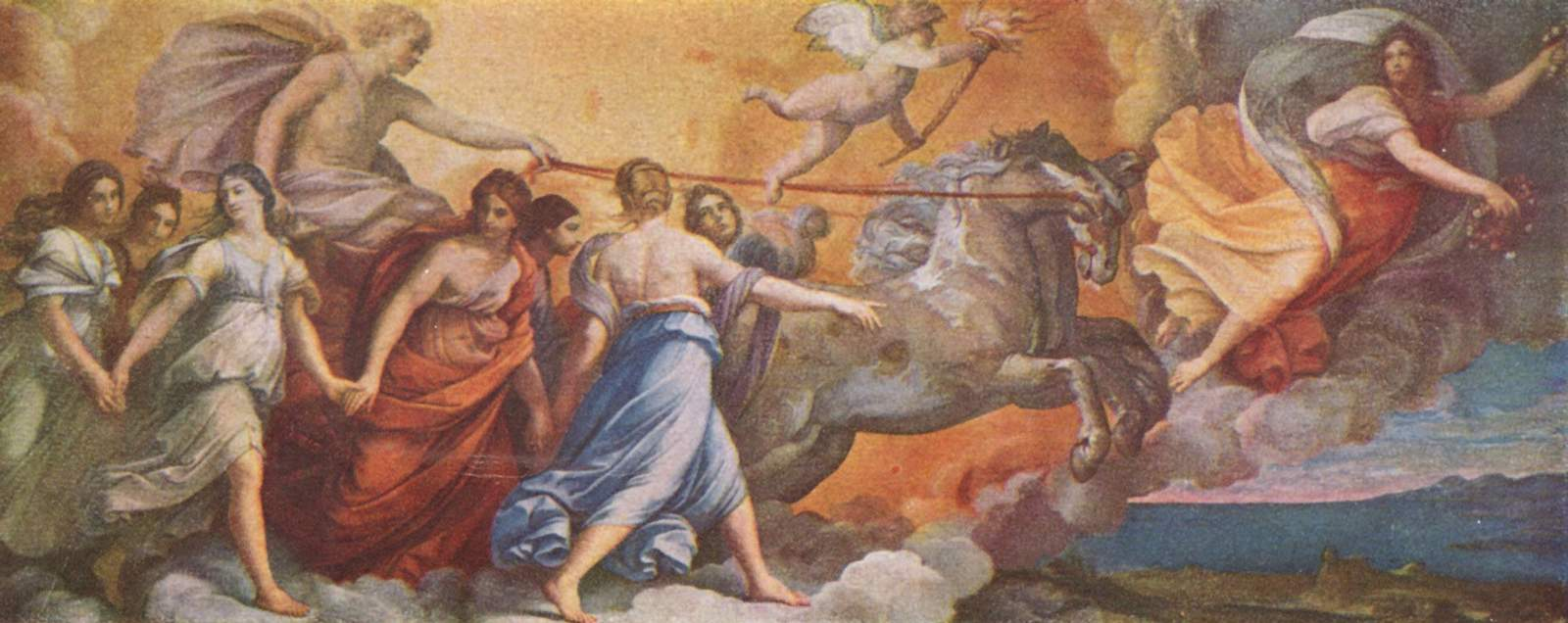
A Aurora, de Guido Reni, afresco que deu nome ao casino.

A principal atracção do palácio, além da galeria de arte, é o Casino dell'Aurora. O casino, desenhado por Vasanzio, tem uma localização com vista para a Piazza del Quirinale. Nas paredes estão quatro afrescos das Estações, por Paul Brill, e dois Triunfos por Antonio Tempesta. O seu tecto apresenta o que é considerada a obra-prima do pintor bolonhês Guido Reni, datada de 1624. Este afresco está rodeado por um friso pintado, ou quadro riportato, e representa Apolo na sua carruagem precedido pela Aurora, que leva a luz ao mundo. Os símbolos heráldicos incorporados foram pensados para relacionar Scipione com Apolo. O trabalho é estritamente clássico e imita poses dos sarcófagos romanos, dos quais o museu é rico. A procissão da carruagem, que recorda a obra de Annibale Carracci no Palazzo Farnese, mostra ainda mais contenção. Apresenta pouca concessão à perspectiva, sendo a existência de um estilo vibrantemente colorido uma afronta ao tenebrismo dos seguidores de Caravaggio, apesar deste ser um pavilhão encomendado por um dos primeiros patronos deste grande pintor, Scipione Borghese. A pergolata foi decorada por Paul Brill.

## Il Teatro
O jardim conhecido como Il Teatro é da época do cardeal Borghese e foi projetado por Giovanni Vasanzio; as estátuas dos rios são de Francesco Landini e relembram duas gigantescas estátuas de rios que decoravam as Termas de Constantino e que foram levadas para a Piazza del Campidoglio. Um terceiro jardim ficava no fundo do palácio, mas ele foi demolido na década de 1870 durante as obras de abertura da Via Nazionale.
As grutas artificiais onde as estátuas estão eram um tipo de decoração comum em villas dos séculos XVI e XVII e foram todas baseadas no chamado Ninfeo di Egeria, que ficava no Valle della Caffarella, também pertencente ao cardeal Borghese.

## Galeria de arte
A galeria de arte, Galleria Pallavicini, um pequeno museu, contem uma soberba colecção renascentisto-barroca. Foi começada pelo Cardeal Lazzaro Pallavicini, incluindo mais de 540 pinturas, desenhos e esculturas de artistas como Annibale Carracci, Pietro da Cortona, Nicolas Poussin, Botticelli, Lorenzo Lotto, Peter Paul Rubens, Domenichino, Luca Signorelli, Guido Reni e Guercino. Com as colecções possuidas pelas famílias Colonna e Doria-Pamphilij, esta é a maior colecção privada em Roma. Os corredores são afrescados por Paul Bril e uma loggia num jardim está coberta pelos afrescos de Orazio Gentileschi e Agostino Tassi.
Entre as pinturas que permanacem na colecção, depois de algumas vendas e perdas em séculos anteriores, encontram-se obras de artistas como:
- Botticelli;
- Jan Frans van Bloeman com uma vista do Coliseu;
- Paul Bril com vista de costa;
- Abraham Brueghel com uma Natureza morta com maçãs, romã, uvas e um homem;
- Annibale Carracci;
- Giuseppe Chiari com Fuga para o Egipto;
- Sebastiano Conca com uma Sagrada Família;
- Pietro da Cortona;
- Jacques Courtois com duas pinturas de batalha;
- Domenichino, Anthony Van Dyck com uma Santa Rosalia;
- Ludovico Gimignani com uma Ester que desmaia em frente de Assuero e uma outra completada com a ajuda de David de Coninck: Rapaz com galgo;
- Luca Giordano com Fuga de Helena;
- Guercino está representado por oito pinturas, incluindo São Francisco a rezar, Vendedor de fruta e criança e Flora;
- Lorenzo Lotto;
- Benedetto Luti cm um retrato do Cardeal Fabroni;
- Simone Pignoni com a atribuição dum Cefalo e Procri;
- Poussin;
- Mattia Preti com um Cristo frente a Pôncio Pilatos;
- Reni;
- Rubens com treze retratos de Jesus Cristo e Os Doze Apóstolos;
- Sacchi com a Embriaguez de Noé;
- Luca Signorelli;
- Ferdinand Voet com um retrato de Vincenzo Rospigliosi.